# Sumet Jumsai
Sumet Jumsai na Ayudhya (en tailandés: สุเมธ ชุมสาย ณ อยุธยา; Bangkok, 1939) es un arquitecto y pintor tailandés. 

## Trayectoria

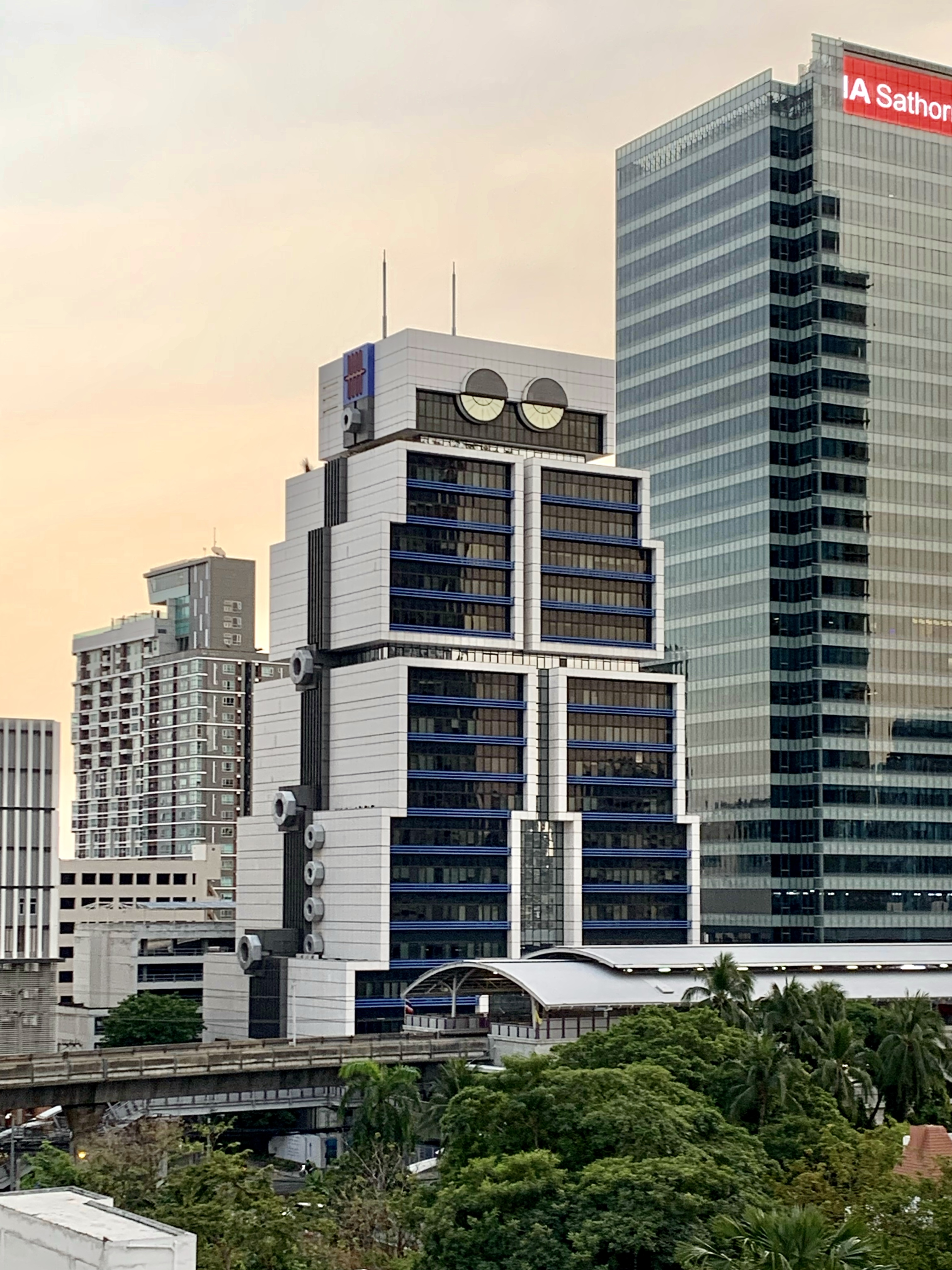
Edificio Robot (1986-1987), Bangkok

Estudió en la Universidad de Cambridge (1958-1967), donde posteriormente fue profesor desde 1989. En 1969 fundó el estudio de arquitectura DEC Consultants Ltd., que en 1975 se convirtió en Sumet Jumsai, Likit Tri & Associates (SJA).
Sus primeras obras de relevancia fueron el Museo de la Ciencia en Bangkok (1976-1982) y el Asian Institute of Technology cerca de Bangkok (1981), ambos de clara influencia lecorbusieriana, de proporciones equilibradas y volúmenes de una estricta pureza geométrica.
Desde entonces fue uno de los principales impulsores de la arquitectura moderna en su país. Entre 1971 y 1995 proyectó más de doscientos edificios y elaboró diversos planes urbanísticos. Recibió siete de las veintidós medallas de oro reales otorgadas a los proyectos para el bicentenario de Bangkok en 1982.
Realizó diversas sucursales para el Bank of Asia, como la de Namphong (1979), en la que incorporó elementos de la arquitectura tradicional tailandesa e inició un nuevo estilo a caballo entre la modernidad y la tradición que denominó arquitecturas «tailandesas tradicionales abstractas»; o la de Bangkok (1986-1987), por cuya forma es conocido como edificio Robot.
Otras obras suyas en este estilo híbrido serían la Universidad Thammasat (1986-1989), la sede de la Thailand Management Associates (1991) y las oficinas del Nation Publishing Group (1990-1991).
Junto con Buckminster Fuller fue autor del libro Naga (1988), sobre los orígenes culturales de la región de Asia-Pacífico.
Jumsai es presidente de la Fondation Suang Prateep, dedicada a la renovación de barrios de chabolas en Bangkok.
En 1998 fue nombrado Artista Nacional de Tailandia.